# Федераты (Французская революция)

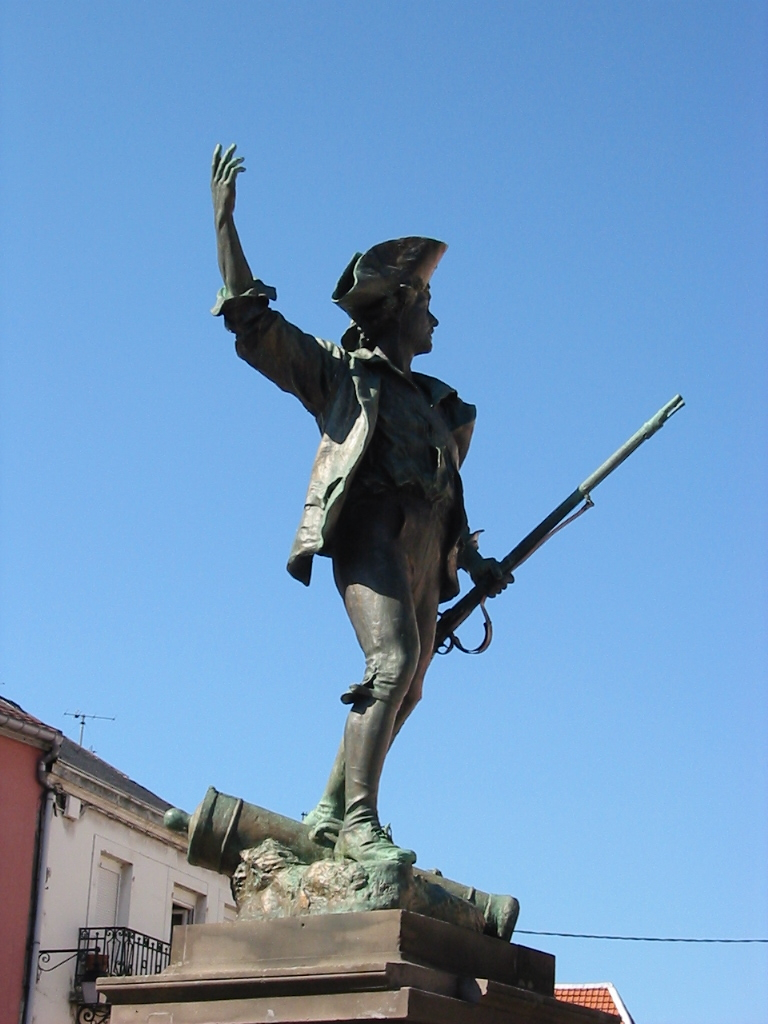
Доброволец 1792 года, статуя на площади в Ремирмоне

Федераты (фр. fédérés) — добровольцы, поступавшие в Национальную гвардию во время Великой французской революции. В 1792 году призыв федератов привёл к превращению Национальной гвардии из защитника конституционной монархии в движущую силу республиканской революции.

## Федераты 1790 года
Термин «федераты» происходит от наименования французского революционного праздника — Праздника Федерации (фр. Fête de la Fédération), который ежегодно отмечался во время французской революции на Марсовом поле в Париже в годовщину штурма Бастилии (Бастилия пала 14 июля 1789). На праздновании первой годовщины в 1790 году Талейран отслужил мессу, Лафайет обратился к собравшимся с речью, а король Людовик XVI прочитал светскую проповедь. Участники праздника, известные как федераты, приехали на него со всех концов Франции и принесли дух революции обратно в провинции.

## Федераты 1792 года
В исторической науке термин «федераты» применяется преимущественно к добровольческим войскам 1792 года. Праздник Федерации в 1792 году носил уже гораздо иной дух, чем в 1790-м, и непосредственно предшествовал вооружённому восстанию 10 августа того же года.
В начале мая 1792 года военный министр жирондист Жозеф Серван, в связи с началом франко-австрийской войны, выступил с предложением пригласить вооружённых добровольцев из департаментов в Париж. Граждане-добровольцы были приглашены в город для участия в третьем Празднике Федерации, но они также были призваны стать эффективным дополнением к регулярной армии. Они должны были пройти военное обучение в Париже и затем занять своё место на фронте.
Перспектива прибытия в город на неопределённое время тысяч вооружённых людей вызвала много споров. Одни, как король Людовик XVI, видели в этом попытку антимонархического заговора. Другие, как Максимилиан Робеспьер, опасались, что консервативные провинциалы выступят в качестве противовеса радикальным парижским санкюлотам.
Король Людовик использовал своё конституционное право, чтобы заблокировать это предложение, и использование им непопулярного королевского вето было встречено бурей протестов со всех сторон. В ходе развернувшейся политической борьбы король уволил всех жирондистских министров. Отставка правительства привела к тому, что повесткой дня завладели радикальные агитаторы, и действия короля быстро стали источником массовых беспорядков в Париже.
В итоге тысячи провинциальных волонтёров, прибывших в Париж несмотря на королевский запрет, получили тёплый прием от членов Законодательного собрания. Робеспьер, который теперь полностью поддерживал созыв федератов, встретил их как провинциальных «защитников свободы», как «последнюю надежду страны». Добровольческий батальон, прибывший из Марселя 30 июля, принёс с собой песню, быстро ставшую гимном революции — Марсельезу.
Политическая борьба вокруг вопроса о созыве федератов привела к ряду волнений в Париже в течение весны и лета 1792 года, кульминацией которых стало нападение на Дворец Тюильри 10 августа. Сами федераты сыграли большую роль в штурме Тюильри и в подъёме революционных настроений, в том числе из-за их благожелательного отношения к участию женщин в революционных событиях. Лидеры федератов наградили наиболее активных участниц штурма Тюильри — Луизу Рен Оду (фр. Louise Reine Audu), Клер Лакомб и Теруань де Мерикур.

## Федераты 1815 года
Термин «Федерации» (фр. Fédérations) был возрождён во время Ста дней для обозначения антироялистского движения, которое стремилось подавить местные проявления монархизма после бегства Бурбонов.

## Федераты 1871 года
В очередной раз термин «fédérés» был возрождён во время Парижской коммуны. Во Франции Стена коммунаров известна как Стена федератов (фр. Mur des Fédérés).